# 艋舺角頭
艋舺角頭是台灣社會對於現今台北市萬華區西藏路以北一帶地方勢力的泛稱。地方勢力之形成起源可追溯至清治、日治時期。所謂角頭本意乃是台灣古時地方的庄頭聚落，通常以奉祀信仰為凝聚中心所形成的地方自我穩定力量。然而在台灣的歷史脈絡中，由於都市化發展過快與資源與權力不平等之下往往走入社經邊緣，進而有部分與所謂的黑社會產生聯繫。
現今所稱具黑社會意義的艋舺角頭主要是指稱1950年代戰後時期至今，所逐漸發展的典型本省角頭勢力。
現今因時代變遷，加上當地傳統文化無法與現代接軌，導致傳統的艋舺角頭（庄頭）逐漸沒落與沉寂。而具有黑社會意義的角頭，則藉由涉入都更來牟取新的生路。

## 地理
艋舺在清治時期以一府二鹿三艋舺的台灣諺語所著名。在清治時期行政劃分屬大加蚋堡，清末與臺北城、大稻埕並稱臺北三市街之一。範圍大致為現今萬華區三水街以北的地帶。三水街至西藏路間之地帶古稱下崁，然而談論角頭時也常將此地角頭劃入艋舺角頭。日治時期被日本政府易字為「萬華」。1990年代台北市區里行政區域調整時，與龍山區、雙園區大部份地區及城中區、古亭區小部份地區合併成為萬華區。

## 起源
艋舺角頭的形成，最早可追溯至18世紀中到19世紀末清治時期，泉州府人發生的械鬥頂下郊拚事件所形成最早的雛型。而後在艋舺地區居民的增加也陸續產生了許多庄頭，各庄頭有奉祀其守護神的廟宇，稱作庄頭廟、角頭廟。艋舺青山宮就是角頭廟之一。角頭廟與在地廟宇未必與黑社會意義的角頭有關係。此外還有「大公廟」，大公廟即本地居民不分祖籍，一律前往進香的廟宇，例如艋舺清水巖與艋舺龍山寺為艋舺地區的大公廟。與近現代產生的黑社會意義的角頭團體祖師廟口、龍山寺口是沒有關係的。同樣的，青山宮屬於角頭廟，但背後與黑社會意義的角頭並無關係。
19世紀末至20世紀中日治時期，艋舺在地的以不法事業（黃賭毒）謀生者與其協力者（流氓地痞）盤踞在凹肚仔（今華西街北段）、北皮藔街（今剝皮寮）、河溝頭、後菜園街、萬華車站、龍山寺口、祖師廟口、媽祖宮口、賊仔市等地逐漸形成現今黑社會意義的角頭團體。
根據「國家發展委員會檔案管理局」史料記載，1948年（中華民國37年）臺灣全省警備司令部調查「萬華流氓新興組織活動」時發現，日治時期就已存在萬華車站「十二生相」、龍山寺口「十九路軍」、祖師廟口「蜘蛛黨」、蕃薯市「一心派」（貴陽街），及戰後新興的「堀江部隊」等角頭勢力。然而這些角頭在二二八事件後，便逐漸銷聲匿跡。

## 近代
1950年代，戰後時期，艋舺角頭勢力也跟著蓬勃發展，至今已知的艋舺角頭有：（地理範圍由北至南由西向東排列）
北門口、河溝頭（助順將軍廟口）、萬國古巴（漢口街）、萬國口（萬國戲院）、西門口（原紅樓西門市場）、二水門（長沙街底）、後菜園（成都路長沙街間）、媽祖宮口（新興宮舊址一帶）、環球（二水門至祖師廟口間）、祖師廟口、料館（啟天宮一帶）、頭北厝、芳明館、華西街、龍山寺口、露店（西昌街口）、會社尾（環南大理糖廠一帶）、堀江町等，值得注意的是，並非所有黑社會意義的角頭皆與廟宇有聯繫（如前所舉例）。至於加蚋仔其地盤雖然位於今日之萬華區，但所在地區為西藏路以南之雙園地區（古稱加蚋），故不宜列入艋舺角頭。
河溝頭與頭北厝兩角頭長年都有地盤與利益紛爭，不時躍上社會版面，是為電影艋舺之廟口與後壁厝兩幫派的參考，然而電影中幫派的行為模式與現實中角頭的行為模式相差甚鉅。
早期時報周刊(余紀忠時期)在1990年代的報導中，曾列會社尾、河溝頭、頭北厝、崛江町為北市萬華的四大角頭。
爾後芳明館、華西街、頭北厝、龍山寺口在2010年被警方、媒體列為艋舺四大角頭。
然而在2012年華西街、頭北厝、萬國幫又被媒體並列為艋舺三大黑幫。

## 相關作品

### 戲劇
- 艋舺（Monga），電影，導演鈕承澤，台灣，2010年
- 艋舺燿輝，電視劇，製作人王鈞、馬競達，台灣，2011年
- 艋舺之江湖再現，電影，導演吳震亞，中國，2018年
- 艋舺之英雄赤女，網路劇，中國，2018年

### 著作
- 《艋舺百年風華: 1905-2005艋舺人物風土誌》，台北市艋舺扶輪社，2004年，ISBN 9789572935200
- 《黑夜裡的送行者：從艋舺大哥到禮儀師 冬瓜大哥談生也談死》，郭東修，三采文化，2011年，ISBN 9789862294147
- 《艋舺戀花恰恰恰》，楊麗玲，九歌出版社，2011年，ISBN 9789574447855

### 電玩
- 角頭大仔之艋舺大稻埕，電玩，保誠科技，2011年

## 參閲
- 艋舺
- 萬華區
- 一府二鹿三艋舺
- 頂下郊拚
- 臺灣黑幫

## 外部連結
- 百年前的艋舺火拚——歷史中的角頭事件簿  （页面存档备份，存于）, 中央研究院 數位文化中心
- ◎芳明館沒有三十個角頭 , 資深媒體記者王瑞德
- 萬華黑幫豪奢 養小老婆 開保時捷  （页面存档备份，存于）, NMA 2010.05.19 動新聞
- 我見我思 - 萬華角頭  （页面存档备份，存于）, 中國時報, 簡白, 2014.12.17
- 青春作伴艋舺行──《艋舺》 , 文化部人文歷史藝術深度旅遊